# 夕焼けワイド510
『夕焼けワイド510』（ゆうやけワイド ゴーイチマル）は、1983年4月4日から同年7月29日まで中部日本放送（CBC）で放送された情報番組（夕方ワイド番組）。放送時間は毎週月曜 - 金曜17:10 - 17:45（JST）。

## 概要
『ぱろぱろエブリデイ』（CBCテレビが平日の夕方に初めてレギュラーで編成した情報系生ワイド番組）の後継番組。当時同局の若手アナウンサーだった若林健治（後に日本テレビアナウンサーを経てフリーアナウンサー）を司会に抜擢する一方で、『ぱろぱろエブリデイ』に続いて「フロントスタジオ」（当時のCBC会館1階に設けられていたガラス張りのスタジオ）を使用していた。
ターゲットにしていたのは『ぱろぱろ』と同様に中学生・高校生・大学生といった若年層だったが、この番組は『ぱろぱろ』のひとつの特徴であった“おふざけ”的な要素を排し、「みんなの情報交換広場」「ヤング向けの情報番組」といった情報番組路線を押し出していた。1983年3月29日付の中日新聞夕刊には、「中学、高校、大学生を対象に（番組内で）“ヤング情報クラブ”を組織、“こちら情報部”（のコーナー）でクラブ員（実際に放送で使われた肩書は『特派員』）の身近に起きた出来事などを紹介する。また、音楽、スポーツなどの情報コーナーも設ける」と記されている。
実際には、「空から学校訪問」（CBCの放送対象地域である中京広域圏＝愛知・岐阜・三重県内の中学校・高校の空撮映像に当該校の学生による学校紹介を組み合わせたミニ企画）や「MUSIC POCKET」（新人・若手の歌手をゲストに招くコーナー）などを放送したほか、「君と僕をつなぐホットライン」と銘打って専用の電話回線（電話番号の下4桁は番組のタイトルにちなんで「0510」）を設置。「フロントスタジオ」内に女性のオペレーターを3名配置したうえで、放送中の17:35まで電話を受け付けるとともに、受け付けたメッセージの一部をアシスタントの沖村みちよが紹介していた。
学生以外にも男性のリポーター（当時名古屋で活動していたミュージシャンなど）を3名起用していたほか、エンディングでは翌日の中京広域圏の天気予報を伝えていたが、わずか4か月で放送を終了。最終回のサブタイトルは「『アイコ16歳』（CBCとアミューズ・シネマ・シティの共同制作による映画版）クランクイン!」で、愛知県内の撮影現場での模様を収録した特集を中心に構成していた。
CBCテレビでは、当番組の終了後に、当番組の放送枠をテレビドラマの再放送枠に転換。生ワイド番組の復活は1989年10月スタートの『CBCニュース通り』まで持ち越されたほか、「フロントスタジオ」は、同番組が開始するまで『CBCニュースワイド』（平日夕方のローカルワイドニュース）で使われていた。

## 備考
- 1983年5月23日放送分では「プロレスのマスク集め」と題し、プロレスを取り上げている。この年開催された新日本プロレスの「IWGP決勝リーグ戦」（第1回）のポスターをバックに、若林とゲスト（氏名等失念）が語り合うものだった。
- 番組打ち切り間際の1983年7月18日放送分では「ドッチャーが帰ってきた!」と題し、『ぱろぱろ』の名物コーナーだった「さすらいのドッチャー」を再現する企画が行われた。当時の実況担当だった久野誠（CBCアナウンサー）や審判役の旭堂南北はもちろん、当時「大学受験に向けて勉強中」だったというドッチャーも限定復帰を果たしたという[2]。
- 短期間で打ち切られたり、後に若林が他局へ転身したこともあってか、CBCテレビの歴史を語るうえで敬遠されがちな番組である。過去に幾度か放送されたCBCテレビの歴史を紐解く回顧番組の中で1回だけ当番組が取り上げられたが、劣化が激しい画質の映像にて番組のオープニングタイトルとマイクに向かう若林の様子がほんの数秒間ほど映し出されただけだった。その映像に添えられていたナレーションも、『ぱろぱろ』終了後にこんな番組が始まったが、数か月で打ち切られたといった程度の説明で済ませられていた。

## 関連番組
- ぱろぱろエブリデイ
- ミックスパイください - 『CBCニュース通り』の後継番組。